# Dominicaans honkbalteam

Vlag van de Dominicaanse Republiek.

Het honkbalteam van de Dominicaanse Republiek is het nationale honkbalteam van de Dominicaanse Republiek. Het team vertegenwoordigt het land tijdens internationale wedstrijden. De manager is Felipe Alou. 
Het honkbalteam hoort bij de Pan-Amerikaanse Honkbalconfederatie (COPABE). 

## Kampioenschappen

### Olympische Spelen
De Dominicaanse Republiek was drie maal present op de Olympische Spelen. In 1984 was het een van de acht deelnemende landen toen honkbal een demonstratie sport was. In 1992 werd voor de eerste keer deelgenomen van de zes keren dat de sport officieel op het olympische programma stond (1992-2020). In 2021 eindigde het op de derde plaats. 
| Editie    | 1984 | 1992 | 2021 |
| Prestatie | 7e   | 6e   | 3e   |

### Wereldkampioenschap
De Dominicaanse Republiek nam 23x keer (op 39 edities) deel aan de wereldkampioenschappen honkbal. Hierbij werd eenmaal de wereldtitel behaald, drie keer de zilveren medaille en twee keer brons. De tweede keer brons werd gewonnen toen het land gastheer van het kampioenschap was.
| Editie    | 1941 | 1942   | 1943  | 1944 | 1948 | 1950   | 1951 | 1952 | 1953 | 1965 | 1969  | 1970 | 1971 | 1972 | 1973 * | 1974 | 1976 | 1982 | 1984 | 1994 | 1998 | 2001 | 2011 |
| Prestatie | 5e   | Zilver | Brons | 5e   | Goud | Zilver | 4e   | 5e   | 4e   | 5e   | Brons | 6e   | 7e   | 7e   | 4e     | 4e   | 5e   | 8e   | 12e  | 13e  | 8e   | 8e   | 9e   |

*  WK in Cuba 

### World Baseball Classic
De Dominicaanse Republiek nam deel aan alle edities van de World Baseball Classic. In 2006 was de halve finale hun eindstation, in 2009 kwamen ze niet door de eerste ronde. In 2013 bereikten ze de finale waarin van Puerto Rico werd gewonnen. De eindzege betekende ook dat ze Nederland aflosten als de regerende wereldkampioen honkbal.
| Editie    | 2006 | 2009 | 2013 | 2017 | 2023 |
| Prestatie | 4e   | 9e   | Goud | 5e   | 10e  |

### Pan-Amerikaanse Spelen
De Dominicaanse Republiek nam 13 keer deel aan de Pan-Amerikaanse Spelen, ze behaalde één keer de eerste plaats, in 1955.
| Editie    | 1955 | 1959 | 1971 | 1975 | 1979   | 1983 | 1991 | 1999 | 2003 | 2007 | 2011 | 2015 | 2019 | 2023 |
| Prestatie | Goud | 8e   | 1R   | 1R   | Zilver | 1R   | 1R   | 2R   | 5e   | 1R   | 5e   | 5e   | 5e   | TBD  |

### Intercontinental Cup
De Dominicaanse Republiek behaalde twee maal het podium op de Intercontinental Cup. Het team werd derde in 1981 en 2002.
| Editie    | 1981  | 2002  | 2010 |
| Prestatie | Brons | Brons | -    |

-  = geen deelname 